# آتش‌بازی (مجموعه تلویزیونی ۲۰۰۰)
آتش‌بازی (به انگلیسی: Fireworks; کره‌ای: 불꽃) یک مجموعه تلویزیونی کره جنوبی محصول سال ۲۰۰۰ است. این مجموعه از ۲ فوریه تا ۱۸ مه ۲۰۰۰ از اس‌بی‌اس پخش شد.

## خلاصه داستان
جی هیون (لی یونگ ئه)، فیلم‌نامه‌نویس تلویزیونی است که در سفری به تایلند، جراح پلاستیک کانگ ووک (لی گیونگ یونگ) را ملاقات می‌کند. کانگ ووک در شرف ازدواج با یک متخصص پوست به نام مین کیونگ (جو مین سو) است، درحالی‌که جی هیون با جونگ هیوک (چا این پیو)، یک چبول نسل دوم نامزد می‌کند. عشق ممنوعه‌ای بین جی هیون و کانگ ووک شکل می‌گیرد و این مجموعه به بررسی کشمکش بین این دو، با معشوقه‌هایشان و یکدیگر می‌پردازد.

## بازیگران
- لی یونگ ئه در نقش کیم جی هیون
- لی گیونگ یونگ در نقش لی کانگ ووک
- چا این پیو در نقش چوی جونگ هیوک
- جو مین سو در نقش هو مین کیونگ

## تولید
آتش‌بازی توسط کیم سو هیون نوشته شد و اولین اثر او در هزاره جدید به‌حساب می‌آید. جونگ ائول یونگ که کیم قبلاً در فیلم مردان حمام‌خانه با او کار کرده بود، این سریال را کارگردانی کرد. فیلمنامه درحالی نوشته شد که فیلمبرداری درحال پیشرفت بود و هیچ خلاصه مشخصی نداشت. فیلم‌برداری اولیه در تایلند از ۱۵ ژانویه ۲۰۰۰ در نقاطی مانند مرکز شهر بانکوک و ساحل پاتایا شروع شد.